# Actinostachys pennula
Actinostachys pennula är en ormbunkeart som först beskrevs av Olof Peter Swartz, och fick sitt nu gällande namn av William Jackson Hooker. Actinostachys pennula ingår i släktet Actinostachys och familjen Schizaeaceae. Inga underarter finns listade.